# Leif Davidsen

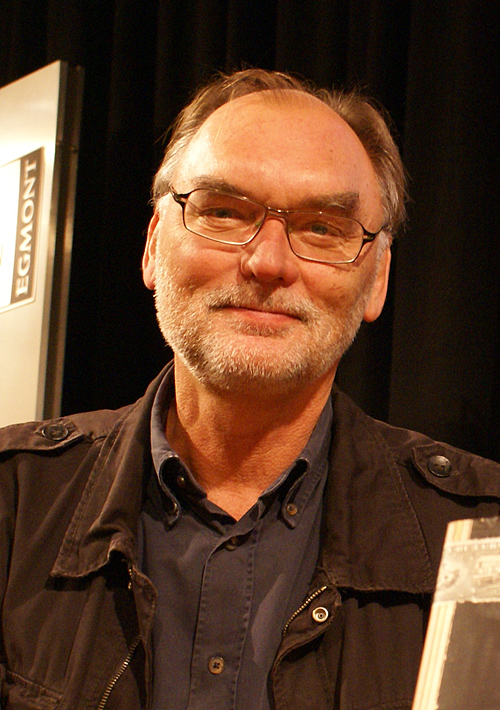
Leif Davidsen, 2008.

Leif Davidsen (Otterup, 25 juli 1950) is een Deens schrijver en journalist. In Nederland is hij vooral bekend door zijn thrillers, die door uitgeverij De Geus uitgegeven worden.

## Leven en werk
Davidsen studeert in 1976 af aan de Hogeschool voor de Journalistiek van Denemarken. Hij krijgt hierna werk als buitenlandredacteur en correspondent in Moskou voor Danmarks Radio. In 1984 komt zijn eerste roman uit, Uhellige alliancer (Onheilige allianties).
Van het boek Den russiske sangerinde (De Russische zangeres, 1988) is in 1993 een film gemaakt met dezelfde titel en zijn roman Den serbiske dansker (1996, Ned.vert. Enkele reis Kopenhagen, 2001) is als 3-delige tv-serie verfilmd.
Zijn thrillers zijn fictie, maar liggen vaak dicht tegen de politieke werkelijkheid aan. Behalve thrillers schrijft Davidsen ook andere boeken, met name over de Sovjet-Unie.
De romans van Davidsen zijn in meerdere talen vertaald, waaronder het Engels, Duits en Frans. 
Lime's billede (1998) is het eerste boek van Davidsen dat in het Nederlands is vertaald en in 2000 is uitgebracht als De vrouw op de foto. Sindsdien zijn nog vier boeken van hem in het Nederlands uitgebracht.

## Prijzen
- 1999: Glazen Sleutel voor Lime's billede
- 1991: De Gyldne Laurbær voor Den sidste spion
- 1989: Palle Rosenkrantz-prisen voor Den russiske sangerinde